# Muros (Astúries)
Muros és un conceyu de la Comunitat Autònoma del Principat d'Astúries. Limita al nord amb el mar Cantàbric, a l'est amb Soto del Barco, al sud amb Pravia i a l'oest amb Cudillero. És el segon més petit d'Astúries per extensió.
Té dues poblacions importants, la seva capital Muros, al sud del concejo i San Esteban, situada al llarg de la desembocadura del riu Nalón, que a mitjan segle xx era un important port marítim a causa de l'exportació de carbó des de les conques mineres. Destaquen els edificis del palau de Valdecarzana i Vallehermoso del segle XV i l'església de Santa María. Es pot contemplar una àmplia panoràmica de la costa asturiana des del Mirador de l'Esperit Sant, amb la seva ermita propera.

## Història
La seva història està lligada fins al segle xix, als actuals concejos de Pravia, Cudillero i Soto del Barco, car aquests municipis estaven integrats en una única demarcació concejil, resultant molt difícil individualitzar la seva evolució històrica de la resta dels concejos. Fins a mitjans d'aquest segle, any 1847, va pertànyer al concejo de Pravia, constituint-se com a Ajuntament independent el 14 d'abril del mateix any. En els seus orígens era coneguda com a Muros o Muros de Pravía, fins al 27 de juny de 1916 que va començar a denominar-se Muros de Nalón, un cop acordat per Reial decret. En 2019 va tornar a denominar-se oficialment Muros, dins el procés de recuperació de la toponímia tradicional d'Astúries.

### Prehistòria i romanització
No es coneixen restes del Paleolític ni estructures megalítiques. Recents estudis situen l'aparició d'un castro en la seva zona costanera. Sí que és clar que la desembocadura del riu Nalón estava habitada pels pobles pèsics. Sí que va tenir una romanització molt forta a causa de les explotacions mineres d'or, d'aquesta manera, en la plaça de l'ajuntament de Muros s'han trobat restes d'una edificació atribuïda a l'època romana.

### Edat mitjana i Moderna
En l'edat mitjana es va construir l'església de Santa María i s'habilita la seva plaça cèntrica. Això generarà la futura vila de Muros i ens donarà les primeres dades sobre aquest territori integrat a Pravia. Hi ha diferents donacions com la d'Urraca Vermúdez qui donà al monestir de San Esteban de Boca de Mar, actual San Esteban, el cenobi de Santa María de Lapedo. També apareixen altres donacions com la de Martín Vermúdez que cedeix un hereteu d'un suposat territori de Muros al mateix monestir. Serà en la Baixa edat mitjana quan quedarà palesa la integració administrativa de Muros a l'alfoz de la pobla de Pravia. No sabem ni com ni quan aquestes terres es van convertir en vedat però queden definitivament inscrites en les propietats de la casa de Miranda, més tard marquesos de Valdecarzana.
En el segle xviii, seguia el vedat en mans del marquesat de Valdecarzana. D'aquesta època hi ha molt poques dades referits a aquest concejo individualment. Se sap que en aquesta centúria es va fer un projecte de canalització del Nalón, que tenia com meta el desembarcament de la producció de carbó de les conques asturianes, projecte que acabaria fracassant per les crescudes del riu.

### Edat contemporània
El segle xix, va portar grans canvis, així en la Guerra de la Independència, les tropes franceses, al comandament del mariscal Ney, van saquejar la localitat. Fou en aquest segle quan les gents del concejo van posar plet contra la casa de Valdecarzana, sent suprimit el vedat en 1827 i s'integraria en la jurisdicció ordinària del concejo de Pravia. Dues dècades més tard al vedat de Muros es constitueix en Ajuntament independent. En aquest segle s'obre la carretera de San Esteban.
A principis del segle xx, compta Murs amb una agrupació socialista. En 1916 l'Ajuntament adquireix la nova denominació oficial de Muros de Nalón. Un fet a destacar va ser al setembre de 1934 es produïx l'armament previ al procés revolucionari, el Vapor Turquesa desembarca un important carregament d'armes que suposadament anaven a Etiòpia, quedant definitivament a Astúries després de diversos problemes. A Muros la rebel·lió esclata amb un dia de retard respecte a altres zones d'Astúries, la Guerra Civil no compta amb fets transcendents. Després de la postguerra i la instal·lació d'ENSIDESA, aquest concejo experimenta un gran desenvolupament industrial fins a la crisi dels anys setanta que afectés a tot el sector.

## Geografia
Té una població de 1.989 habitants i els seus principals pobles són: San Esteban, Muros, Era, Villar i Reboriu. Té com principals vies de comunicació la N-632 de Ribeseya a Caneiru i altres carreteres locals. Està a una distància de la capital del Principat de 54 quilòmetres. El conjunt del paisatge amb la seva ria del Nalón, la seva gran quantitat de platges i les suaus ondulacions del seu rasa litoral li proporcionen una indubtable bellesa. L'altitud és la més baixa dels concejos amb Gozón, que tot just arriba als 130 metres. El seu principal eix fluvial és el riu Nalón, hi ha altres petits rierols com el Pontigo, o el Ricarbo. El seu paisatge vegetal està dominat per les graderies destinades a pastures. En la seva massa arbòria cap destacar l'eucaliptus, que ocupa gran part dels seus vessants.
El concejo de Muros està dividit en dues parròquies: Muros i San Esteban.
La seva evolució està lligada al desenvolupament de la producció carbonífera asturiana, ja que el seu port de San Esteban ha estat el port exportador de les extraccions de la conca d'Ayer. La seva època de més densitat va anar entre 1900 i 1930 que coincideix amb la inauguració del ferrocarril de Collanzo a Port de San Esteban, duplicant la seva població fins a arribar a 3.915, tenint en les dues següents dècades una fase de recessió, però ja en 1960 la crisi del carbó arrossega aquest concejo que estava lligat a aquest sector baixant els seus efectius a les 2.263 persones. Tanmateix la seva densitat és elevada si tenim en compte la petita grandària del concejo. La seva emigració i la taxa de natalitat, fa que el grup més petit de població sigui el de menors de 20 anys que és un 18% de la població, el major de 65 anys suposa el 25%. La seva població es reparteix principalment en dos nuclis que són: San Esteban i la de Muros. Aquesta localitat és la capital i té una sèrie de barris com els de Reboriu, Villar i La Pumariega que formen ja un sol nucli urbà amb la capital.

## Política
En el concejo de Muros, des de 1979, el partit que més temps ha governat ha estat el PSOE, que ho fa des de 1987. L'actual alcaldessa és la socialista María del Carmen Arango, qui governa amb majoria absoluta: 
|      | PSOE | CSXXI | PP | Altres | Total |
| ---- | ---- | ----- | -- | ------ | ----- |
| 1999 | 8    | 2     | 1  | 0      | 11    |
| 2003 | 7    | 3     | 1  | 0      | 11    |
| 2007 | 5    | 3     | 1  | 0      | 9     |

### Llista d'alcaldes de Muros
- Severino Fidalgo Arnaldo, 1979-1983 CD.
- José Manuel Alonso Delgado, 1983-1984 PSOE.
- Laureano Díaz de la Noval, 1984-1987 AP.
- José Manuel Alonso Delgado, 1987-2004 PSOE.
- María del Carmen Arango Sánchez, 2004- PSOE.